# The Returned
The Returned – amerykański nadprzyrodzony dramat telewizyjny stworzony przez Carltona Cuse’a jako adaptacja francuskiego serialu Powracający. Serial opowiada o mieszkańcach niewielkiego górskiego miasteczka Caldwell, których życie zostaje przewrócone do góry nogami, gdy powracają zmarłe przed laty osoby. Cuse napisał scenariusz pilotażowego odcinka i wraz z Raelle Tucker został producentem wykonawczym serialu. The Returned kręceni byli w mieście Squamish. Premiera serialu miała miejsce 9 marca 2015 roku. Stacja A&E anulowała go trzy miesiące później, 15 czerwca, niedługo po zakończeniu emisji pierwszej serii. W wersji z polskim dubbingiem dostępny jest na platformie Netflix.

## Fabuła
Fabuła serialu dzieje się w małym miasteczku, do którego powracają ludzie, którzy byli uznani za zmarłych. To wydarzenie wywraca do góry życie normalnych ludzi, zaczynają dziać się dziwne zjawiska i serii przerażających morderstw.

## Obsada
- India Ennenga jako Camille Winship, córka Jacka[5]
- Mark Pellegrino jako Jack Winship, ojciec bliźniaczek[6]
- Tandi Wright jako Claire Winship, żona Jacka i matka Leny[7]
- Sophie Lowe jako Lena Winship, córka Jacka [8]
- Mary Elizabeth Winstead jako  Rowan Blackshaw[9]
- Mat Vairo jako  Simon Moran[8]
- Kevin Alejandro jako szeryf Tommy Solano[8]
- Sandrine Holt jako  Julie Han, lekarka[9]
- Dylan Kingwell jako  „Victor”
- Agnes Bruckner jako Nikki Banks[9]
- Aaron Douglas jako  Tony Darrow
- Jeremy Sisto jako Peter Lattimore, psycholog, który prowadzi grupę wsparcia dla rodzin ofiar z wypadku autobusowego[10]
- Terry Chen jako Mark Bao
- Dakota Guppy jako Chloe Blackshaw
- Keenan Tracy jako Ben Lowry
- Alexander Calvert jako Hunter
- Giacomo Baessato jako Shane Slater
- Chelah Horsdal jako Kris
- Michelle Forbes jako Helen Goddard[11]

### Drugoplanowe
- Carl Lumbly jako pastor Leon Wright[12]
- Leah Gibson jako Lucy McCabe, kelnerka[13]
- Rhys Ward jako Adam Darrow[13]

### Wersja polska
Produkcja: SDI Media Polska
Reżyseria: Marek Robaczewski
Tłumaczenie: Renata Wojnarowska
Lektor: Marcin Łukasik
- Paweł Ciołkosz jako Tommy Solano
- Anna Sroka-Hryń jako Nikki Banks
- Agata Paszkowska jako Camille Winship
- Julia Kołakowska-Bytner jako Julie Han
- Bernard Lewandowski jako „Victor”
- Marta Dylewska jako Lena Winship
- Tomasz Borkowski jako Jack Winship
- Jacek Król jako Peter Lattimore
- Kamil Pruban jako Simon Moran
- Ewa Prus jako Rowan Blackshaw
- Agnieszka Kunikowska jako Claire Winship
- Michał Konarski jako Tony Darrow
- Wojciech Żołądkowicz jako Mark Bao
- Sara Lewandowska jako Chloe Blackshaw
- Karol Osentowski jako Ben Lowry
- Jakub Wieczorek jako Pastor Leon Wright
- Agnieszka Fajlhauer jako Lucy McCabe
- Magdalena Krylik jako Kris
- Piotr Bajtlik jako Adam Darrow
- Sebastian Machalski jako Hunter Gibbs
- Paweł Krucz jako Shane Slater
- Joanna Borer-Dzięgiel jako Nina
- Bożena Furczyk jako Annie Yardley (odc. 1-3)
- Artur Kaczmarski –
  - Kierowca autobusu (odc. 1, 8),
  - Doktor Alan Hiromoto (odc. 4, 6, 10)
- Stefan Knothe jako George Goddard (odc. 1)
- Olga Omeljaniec jako Pilar (odc. 1)
- Joanna Węgrzynowska-Cybińska jako Lauren Navarro (odc. 1, 8)
- Piotr Piksa jako James (odc. 2)
- Monika Pikuła jako Kara Pines (odc. 10)
- Anna Apostolakis-Gluzińska jako Loretta
- Adam Bauman jako Coroner (odc. 5)
- Paulina Komenda jako Megan
- Marta Kurzak jako Abby Giacchino
- Brygida Turowska jako Kobieta znajdująca Victora (odc. 10)
- Klementyna Umer jako Marie (odc. 5)
- Katarzyna Łaska jako Sara
- Izabela Bukowska-Chądzyńska jako Jill (odc. 4)
- Krzysztof Cybiński jako Glen (odc. 7)
- Hanna Kinder-Kiss jako Tanya (odc. 4)
- Mateusz Narloch jako Richard Finch (odc. 4, 10)
- Elżbieta Gaertner jako Louise Darrow
- Anna Gajewska jako Helen Goddard
- Robert Jarociński –
  - Pielęgniarz (odc. 6),
  - Matthew (odc. 7, 9)
- Anna Szymańczyk jako Siostra Devins (odc. 6)
- Andrzej Hausner jako Ryan (odc. 8)
- Beata Jankowska-Tzimas jako Rachel Koretsky (odc. 7)
- Zbigniew Konopka jako Craig (odc. 9)
- Katarzyna Kozak jako Pielęgniarka (odc. 9)
- Marek Robaczewski jako Doktor Pratt (odc. 7)
- Anna Sztejner jako Dale Evans (odc. 9)
- Jakub Szydłowski jako Paul Koretsky (odc. 7)
- Karol Wróblewski jako Młody George Goddard (odc. 9)
- Przemysław Wyszyński jako Andrew Barlett (odc. 4, 10)

## Odcinki
| Sezon | Sezon | Odcinki | Oryginalna emisja | Oryginalna emisja | Oryginalna emisja | Oryginalna emisja | Oryginalna emisja |
| Sezon | Sezon | Odcinki | Premiera sezonu   | Finał sezonu      | Premiera sezonu   | Finał sezonu      |                   |
| ----- | ----- | ------- | ----------------- | ----------------- | ----------------- | ----------------- | ----------------- |
|       | 1     | 10      | 9 marca 2015      | 11 maja 2015      | brak danych       | brak danych       |                   |

### Sezon 1 (2015)
| Nr | #  | Tytuł         | Reżyseria          | Scenariusz      | Premiera         | Premiera |
| -- | -- | ------------- | ------------------ | --------------- | ---------------- | -------- |
| 1  | 1  | Camille       | Keith Gordon       | Carlton Cuse    | 9 marca 2015     |          |
| 2  | 2  | Simon         | Vincenzo Natali    | Raelle Tucker   | 16 marca 2015    |          |
| 3  | 3  | Julie         | Charles Martin     | Raelle Tucker   | 23 marca 2015    |          |
| 4  | 4  | Victor        | Charles Martin     | Regina Corrado  | 30 marca 2015    |          |
| 5  | 5  | Tony and Adam | Jennifer Getzinger | Graham Roland   | 6 kwietnia 2015  |          |
| 6  | 6  | Lucy          | Jennifer Getzinger | Bronwyn Garrity | 13 kwietnia 2015 |          |
| 7  | 7  | Rowan         | Stephen Williams   | Gianna Sobol    | 20 kwietnia 2015 |          |
| 8  | 8  | Claire        | Stephen Williams   | Raelle Tucker   | 27 kwietnia 2015 |          |
| 9  | 9  | Helen         | Deran Sarafian     | Graham Roland   | 4 maja 2015      |          |
| 10 | 10 | Peter         | Deran Sarafian     | Raelle Tucker   | 11 maja 2015     |          |

## Produkcja
W maju 2013 roku ujawniono, że Paul Abbott i FremantleMedia pracują nad anglojęzyczną adaptacją Powracających, roboczo zatytułowaną They Came Back. We wrześniu ogłoszono, że Abbott nie jest już zaangażowany w projekt, które realizowany będzie dla A&E. W kwietniu 2014 roku stacja zamówiła pierwszą serię, składającą się z dziesięciu odcinków.

## Odbiór
Serial spotkał się z przeważająco pozytywnym odbiorem przez krytyków. W serwisie Rotten Tomatoes średnia ocen z 29 recenzji wynosi 66%. Podsumowany zostaje stwierdzeniem, że „chociaż znajduje się w cieniu znakomitego materiału źródłowego, amerykańska wersja Powracających zawiera odpowiednią dawkę strachu i dramatu, żeby zadowolić fanów gatunku”. W serwisie Metacritic średnia ocen z 24 recenzji wynosi 67/100.